# Västra Ingelstad
Västra Ingelstad è un'area urbana della Svezia situata nel comune di Vellinge, contea di Scania.
La popolazione rilevata nel censimento 2010 era di 721 abitanti .